# Hydrocyphon hydrocyphonoides
Hydrocyphon hydrocyphonoides is een keversoort uit de familie moerasweekschilden (Scirtidae). De wetenschappelijke naam van de soort werd in 1868 gepubliceerd door Henri Tournier.